# Gutsman
Pogostost priimka Gutsman je bila po podatkih Statističnega urada Republike Slovenije na dan 1. januarja 2010 manjša kot 5 oseb. 

## Znani nosilci priimka
- Ožbalt Gutsman (1727—1790), nabožni pisatelj